# Широколава Тетяна Юріївна
Тетяна Юріївна Широколава (11 серпня 1978) — українська пауерліфтерка. Майстер спорту України міжнародного класу.
Представляє Запорізький регіональний центр з фізичної культури і спорту інвалідів «Інваспорт».
Срібна призерка Кубку світу 2015 року у вазі до 61 кг. Чемпіонка в особистій першості Кубку світу 2016 року.